# Waterloo (Lied)

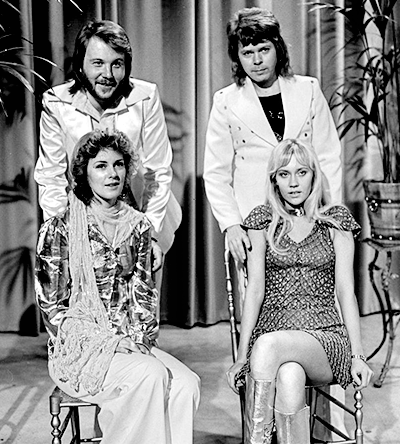
ABBA 1974

Waterloo ist ein Lied der schwedischen Popgruppe ABBA aus dem Jahr 1974. Komponiert wurde der Song von Benny Andersson und Björn Ulvaeus, den Text schrieb der Manager Stig Anderson. Leadsängerinnen waren Agnetha Fältskog und Anni-Frid Lyngstad. Der Song wurde auf Schwedisch, Englisch, Deutsch und Französisch aufgenommen. Am 6. April 1974 gewann ABBA mit Waterloo den Eurovision Song Contest in Brighton.
Kurze Zeit nach dem Wettbewerb wurde die Single in über 50 Ländern veröffentlicht und avancierte zum Nummer-eins-Hit in elf Ländern, darunter in Deutschland und Großbritannien. Waterloo wurde zum ersten Millionenseller von ABBA und verkaufte sich weltweit über 5 Millionen Mal.

## Entstehung und Veröffentlichung
Nachdem sie 1973 beim Melodifestivalen, der Vorentscheidung für den Eurovision Song Contest mit Ring Ring nur den dritten Platz erreichte, entschieden sich Andersson, Ulvaeus und Anderson für das Melodifestivalen 1974 wieder für ein fröhliches und schnelleres Lied. Aufgrund der vielen Arbeiten, die sie zusätzlich für Polar Music zu erledigen hatten, zogen sich Andersson und Ulvaeus auf die Insel Viggsö zurück, um dort in Ruhe arbeiten zu können. Nach einigen Tagen standen vier Melodien zur Auswahl, von denen eine ihrer Vorstellung entsprach. Sie nahmen ein Demo-Band für Anderson auf, dessen Aufgabe es nun war, einen Text zu verfassen. Sein nach einer Woche vorgeschlagener Titel Honey Pie entsprach nicht dem Anspruch. Im Buch Bevingade ord (Bekannte Zitate) fand er mit dem dreisilbigen Wort „Waterloo“ die Anregung für den endgültigen Text, der von einer Liebesbeziehung handelt und Vergleiche zu Napoleons Schlacht bei Waterloo zieht.
Ursprünglich war auch eine spanische Version geplant. Die englische Version wurde am 17. Dezember 1973 aufgenommen und am 4. März 1974 auf ABBAs zweitem Album Waterloo erstmals veröffentlicht, wobei am selben Tag auch die Single in schwedischer und englischer Version herauskam. Auf der schwedischen Single war die schwedische Version von Honey, Honey auf der B-Seite, auf der englischen wurde Watch Out als solche verwendet. Veröffentlicht wurde die Single im Laufe von 1974 außerdem in zahlreichen anderen europäischen Ländern, darunter in Portugal, Spanien, Italien, Jugoslawien und in der Türkei. Auch in Australien, Südafrika, Japan, Mexiko sowie den Vereinigten Staaten erschien Waterloo als Single.
Waterloo gewann mit insgesamt 24 Punkten und erhielt damit 10 Punkte mehr als die bis dahin favorisierte Olivia Newton-John, die als Viertplatzierte abschloss. Am 22. Oktober 2005 wurde das Lied beim 50. ESC zum „Besten Lied in der Geschichte des Wettbewerbs“ gekürt. 2004 erreichte das Lied bei seiner Wiederveröffentlichung zum 30. Jubiläum erneut Platz 20 der britischen Charts.

## Kommerzieller Erfolg

### Chartplatzierungen
Die Single Waterloo wurde in Skandinavien bereits kurz nach der Veröffentlichung im März 1974 zum Hit. Die schwedische Version belegte Platz 2 der schwedischen Charts, die englische Platz 3. Zudem wurde Waterloo zum ersten Nummer-eins-Hit von ABBA in Norwegen. Nach dem Sieg beim Eurovision Song Contest 1974 erreichte die Single in insgesamt zehn weiteren Ländern Platz 1, nämlich in Deutschland, der Schweiz, in Frankreich, Großbritannien, Irland, Belgien, Finnland, Dänemark, Südafrika und Costa Rica. Zudem wurde Waterloo in acht weiteren Ländern zum Top-Ten-Hit. So erreichte die Single Platz 2 in Österreich, den Niederlanden und Simbabwe, Platz 3 in Spanien und Neuseeland, Platz 4 in Australien und Platz 7 in Kanada. Sogar in den USA gelangte sie mit Platz 6 in die Top Ten und verkaufte sich rund 800.000 Mal.
| ChartsChartplatzierungen       | Höchstplatzierung | Wochen |
| ------------------------------ | ----------------- | ------ |
| Deutschland (GfK)              | 1 (25 Wo.)        | 25     |
| Österreich (Ö3)                | 2 (20 Wo.)        | 20     |
| Schweiz (IFPI)                 | 1 (19 Wo.)        | 19     |
| Vereinigte Staaten (Billboard) | 6 (17 Wo.)        | 17     |
| Vereinigtes Königreich (OCC)   | 1 (12 Wo.)        | 12     |

| ChartsJahrescharts (1974)      | Platzierung |
| ------------------------------ | ----------- |
| Deutschland (GfK)              | 5           |
| Österreich (Ö3)                | 7           |
| Schweiz (IFPI)                 | 2           |
| Vereinigte Staaten (Billboard) | 49          |

### Auszeichnungen für Musikverkäufe
In Deutschland erhielt Waterloo für 500.000 verkaufte Exemplare eine Goldene Schallplatte.
| Land/Region                  | Auszeichnungen für Musikverkäufe (Land/Region, Auszeichnung, Verkäufe) | Verkäufe  |
| ---------------------------- | ---------------------------------------------------------------------- | --------- |
| Dänemark (IFPI)              | Gold                                                                   | 45.000    |
| Deutschland (BVMI)           | Gold                                                                   | 500.000   |
| Irland (IRMA)                | Gold                                                                   | 50.000    |
| Neuseeland (RMNZ)            | Platin                                                                 | 30.000    |
| Spanien (Promusicae)         | Gold                                                                   | 30.000    |
| Vereinigte Staaten (RIAA)    | —                                                                      | 800.000   |
| Vereinigtes Königreich (BPI) | Platin                                                                 | 732.000   |
| Insgesamt                    | 4× Gold · 2× Platin ·                                                  | 2.187.000 |

Hauptartikel: ABBA/Auszeichnungen für Musikverkäufe

## Sonstiges
- 1974 fand Waterloo als Titelmusik der deutschen Filmkomödie Auch ich war nur ein mittelmäßiger Schüler Verwendung.
- 1994 war Waterloo zusammen mit einigen anderen ABBA-Hits Teil des Soundtracks des Films Muriels Hochzeit.
- In einer Episode der Simpsons (Wer ist Mona Simpson?), die erstmals 1995 ausgestrahlt wurde, hört man gegen Ende einen kurzen Ausschnitt aus Waterloo.
- In der Stromberg-Episode Die Kündigung hört Stromberg das Lied auf dem Rückweg von einem Vorstellungsgespräch.
- Da das Lied nicht direkt in der Handlung des Musicals Mamma Mia! vorkommt, wurde es als Gimmick an den Schluss gesetzt. In der Film-Fortsetzung Mamma Mia! Here We Go Again aus dem Jahr 2018 ist Waterloo Teil der Handlung.